# Marwan Ragab
Marwan Ragab (nascido em 3 de agosto de 1974) é um treinador egípcio de handebol. Comandou a seleção egípcia que ficou em nono lugar nos Jogos Olímpicos de Verão de 2016 no Rio de Janeiro.